# Tyrrhena Patera
La Tyrrhena Patera è una struttura geologica della superficie di Marte.